# Grandas de Salime (Parroquia)
Grandas ist eine von sieben Parroquias der Gemeinde Grandas de Salime in der autonomen Region Asturien im Norden Spaniens.
Die 788 Einwohner (2011) leben auf einer Fläche von 29,45 km². Die Kirche von Grandas ist San Lorenzo und San Salvador geweiht.

## Zugehörige Ortsteile und Weiler
- La Farrapa (A Farrapa)
- Arreigada (A Reigada)
- Busmayor
- Castiadelo
- Castro
- Cereijeira (Zreixeira)
- El Fabal
- Escanzares (Escanlares)
- Grandas
- Llandecarballo
- Malneira
- Nogueirón (Nugueiróu)
- Padraira
- Pedre
- Robledo
- San Mayor (Samayor)
- San Julián (San Xulián)
- Santa María
- Trasmonte Boliqueira (Tresmonte Buliqueira)
- Valdedo
- Villabolle (Vilabolle)
- Villarello (Vilarello)
- Villarmayor (Vilarmayor)
- Vistalegre (Vistalegre del Salto)